# پرنا
پرنا (به چکی: Perná) یک منطقهٔ مسکونی در جمهوری چک است که در ناحیه برتسلاو واقع شده‌است. پرنا ۹٫۳۳ کیلومتر مربع مساحت و ۷۶۴ نفر جمعیت دارد و ۲۲۸ متر بالاتر از سطح دریا واقع شده‌است.